# Цюрихский университет
Цюрихский университет (нем. Universität Zürich, сокращенно UZH) — государственный университет в Цюрихе, крупнейший университет Швейцарии, в котором в настоящее время обучается более 26 тыс. студентов. Один из наиболее престижных немецкоязычных университетов.

## История
Его история берёт своё начало с 1525 года, что позволяет ему входить в группу «старейших университетов» страны. Однако официально Университет Цюриха принял существующую форму и название в 1833 году. С университетом в разное время были связаны Альберт Эйнштейн, Эрвин Шрёдингер, Зигмунд Фрейд, Карл Юнг, Вальтер Гесс и многие другие выдающиеся ученые.

###### Основание

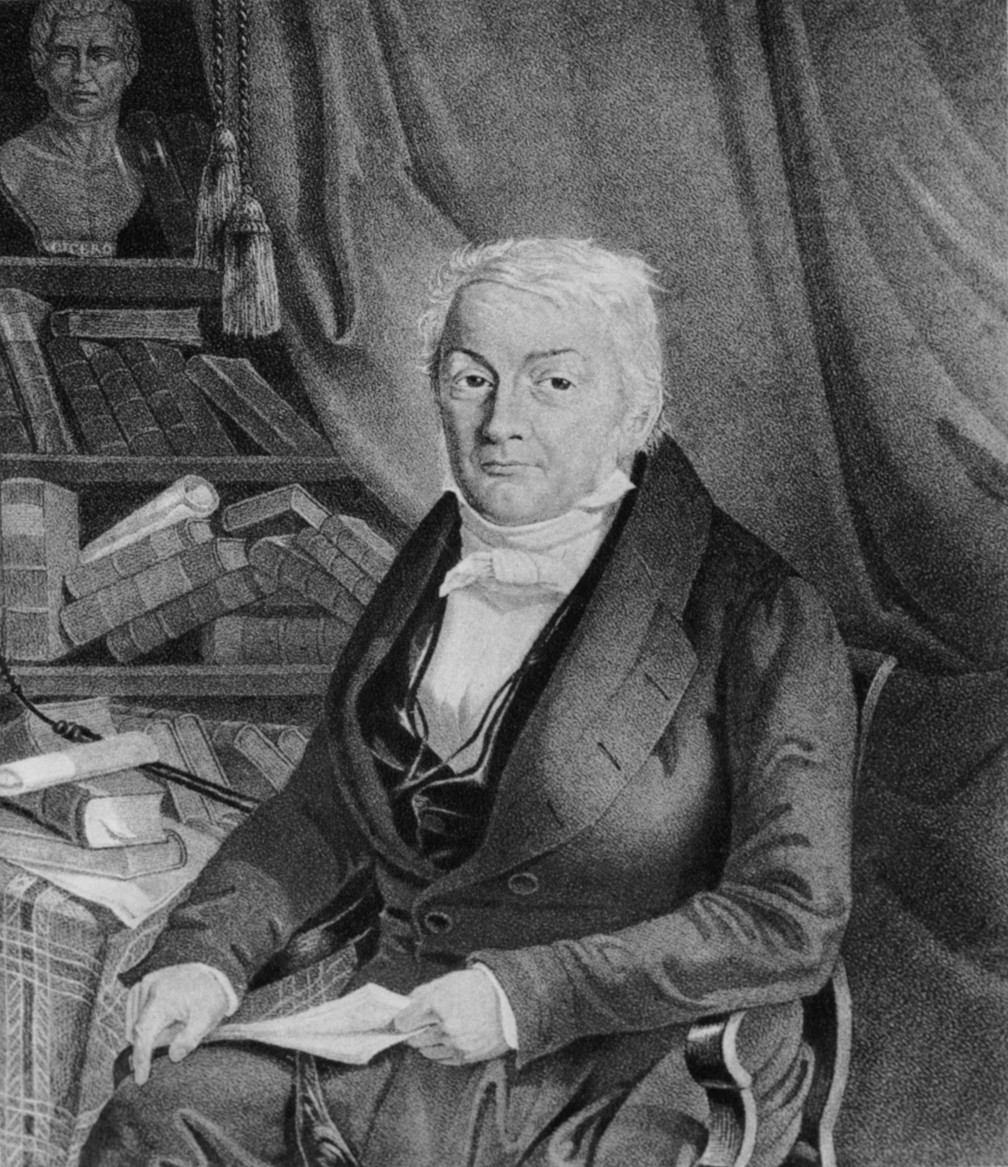
Иоганн Каспар фон Орелли

Основан в 1833 году, когда три существовавших на тот момент колледжа — теологии (основанный Ульрихом Цвингли в 1525 году), права и медицины — объединились с только что созданным факультетом философии. Университет Цюриха был примечателен тем, что был создан в республиканском государстве без участия монарха или церкви. Одним из инициаторов появления университета был историк и литературовед Иоганн Каспар фон Орелли.

###### Обучение женщин. Российские студентки
С 1847 года право на посещение лекций получили женщины, однако до 1864 года к слушанию лекций на философском факультете были допущены только две женщины. После принятия в России в 1863 г. университетского устава, запретившего женщинам посещать лекции в университетах, Цюрихский университет стал популярным прибежищем для россиянок, желавших получить высшее образование. В период 1864—1872 годов из 63 учившихся здесь женщин 54 родились в России. Первой женщиной, получившей в университете докторскую степень в 1867 году, стала студентка медицинского факультета из Российской империи Надежда Суслова. Это закончилось в 1873 г., когда правительство России обвинило студенток в увлечении коммунистическими идеями и под угрозой запрета на профессиональную деятельность потребовало их возвращения на родину. 

###### Ветеринарный факультет
Благодаря неоценимому содействию медицинского работника Йоханна Джекоба Ромера, в 1820 г. в Цюрихе была основана Школа ветеринарной медицины. Хотя Цюрих начал предлагать академические курсы для ветеринаров относительно поздно по сравнению с другими ветеринарными школами, цюрихская Школа ветеринарной медицины была присоединена к Университету как автономный факультет ветеринарной медицины уже в 1901 г. Наряду с факультетом в Берне (1900), это старейший факультет ветеринарной медицины в мире.

###### XX век
В 1905 году количество студентов впервые превысило 1 000 человек.
В 1908 году соглашение между Кантоном Цюриха и Швейцарским Федеральным правительством устанавливает сотрудничество между Университетом и Федеральной Политехнической школой Цюриха (ETHZ) и прокладывает путь к интеграции этих институтов.
В 1914 году университет переезжает на улицу Ramistrasse, 71, сегодня это кампус Universitat Zurich Zentrum (сокр. UniZentrum).

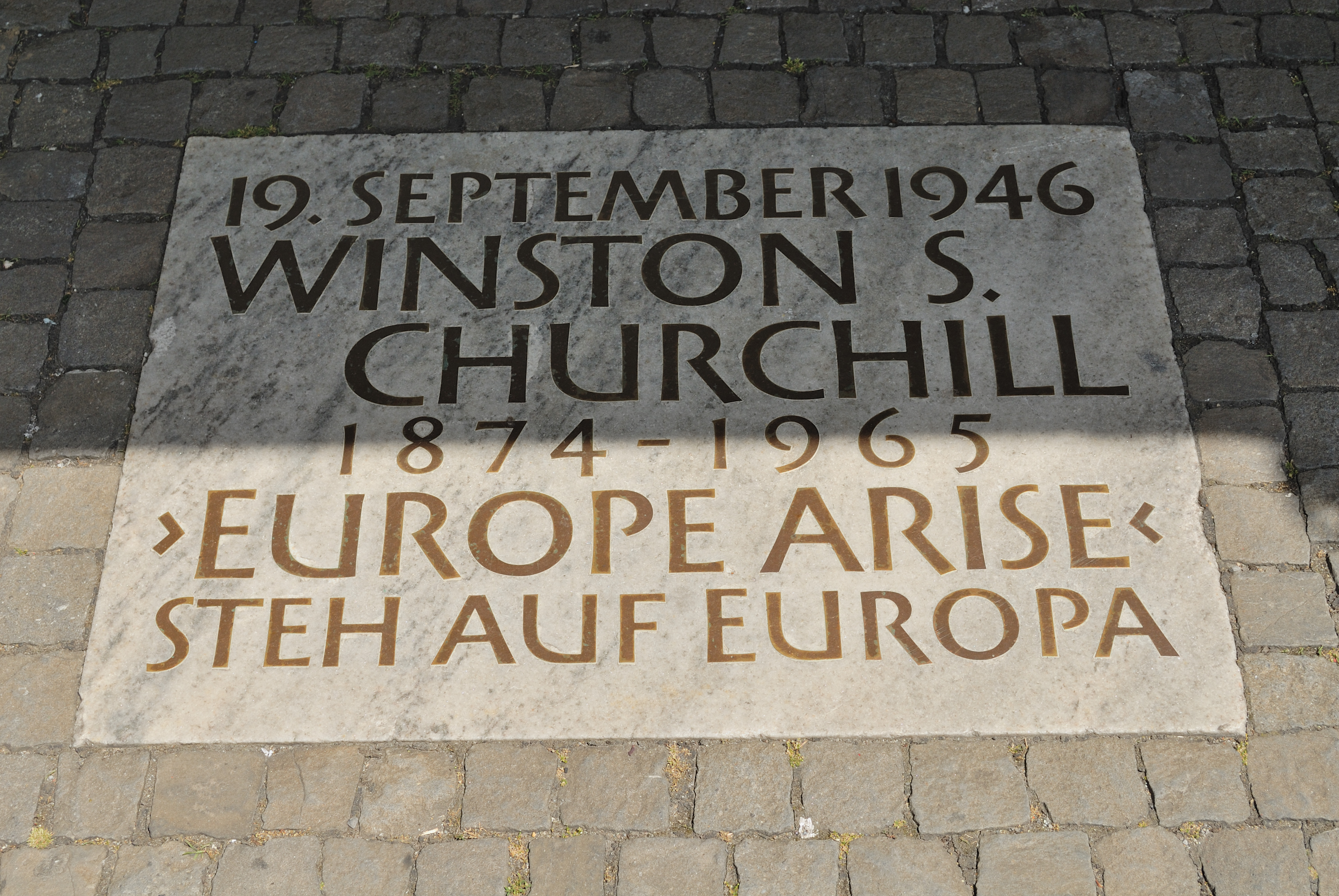
«Воскресите Европу»
(Уинстон Черчилль)

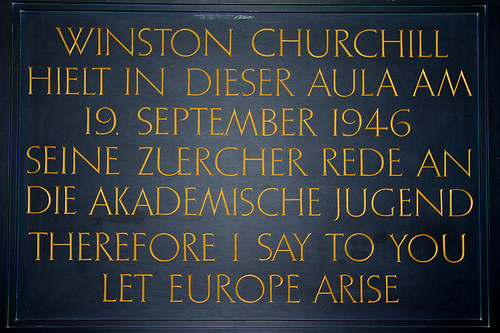
«Уинстон Черчилль в этом зале 19 сентября 1946 года выступил с речью перед академической молодежью в Цюрихе. Посему говорю вам: да восстанет Европа.»
(Уинстон Черчилль)

###### «Корона Цюриха»
Университет и ETHZ разделяют помещение и преподавательский состав с тех пор, как ETHZ была основана как Федеральная Политехническая Школа в 1855 г. Часть нового Политеха была сначала размещена в «Hinteramt» — зданиях Университета. А с тех пор, как Политехническая Школа переехала в новое помещение в 1864 г., Университет арендовал южное крыло здания ETHZ, сконструированное Готфридом Сэмпером.
Непрерывный рост и Университета, и ETHZ привел к острой нехватке помещений в начале двадцатого столетия. В 1908 году город и кантон Цюриха проголосовали за постройку новых зданий для Университета, и в 1914 г. Университет смог переехать в новое главное здание, разработанное архитектором Карлом Мозером. Расширенное к середине двадцатых годов здание Сэмпера увеличило академический комплекс, который теперь простирается на холме над Цюрихом. Два могущественных купола Университета и ETHZ побудили назвать этот комплекс «Короной Цюриха».
После окончания Второй Мировой Войны, 19 сентября 1946 года Уинстон Черчилль произносит речь перед студентами в холле главного здания университета, содержащую известную фразу: «Поэтому я прошу вас воскресить Европу». Это событие рассматривается как важная предпосылка создания Европейского Союза, главным лоббистом которого выступал У. Черчилль.
В 1979 году происходит открытие кампуса Universitat Zurich Irchel (сокр. Irchel).

## Современность
Университет Цюриха представляет собой классический исследовательский университет. Две тысячи лекторов в 140 специальных институтах преподают самый широкий диапазон предметов и курсов в стране. По количеству студентов и выпускников Цюрихский университет занимает первое место в Швейцарии.
Крупнейшим факультетом является философский, на котором учатся почти половина всех студентов. Отличной репутацией обладают медицинский, юридический и экономический факультеты.
Университет, помимо своих ресурсов, своим преподавателям и студентам предлагает доступ к средствам обслуживания, библиотекам и архивам Федеральной Политехнической Школы Цюриха. Также ценным академическим ресурсом являются девять музеев и собрания, которые охватывают тематики от зоологии до антропологии.
UZH нередко становится важной политической и дипломатической площадкой. Например, в 2009 году Госсекретарь США Хиллари Клинтон подписывала в Университете документы о нормализации отношений между Турцией и Арменией.
Помимо мирового академического признания как одного из лучших исследовательских университетов, Университет Цюриха примечателен своими выпускниками, среди которых 23 Президента Швейцарской Конфедерации, Премьер-министры Лихтенштейна и Республики Косово, 12 лауреатов Нобелевской премии (в том числе всемирно известные Альберт Эйнштейн, Эрвин Шрёдингер, Уолтер Гесс и Карл Алекс Мюллер), политические деятели (в их числе Роза Люксембург) и представители мирового бизнес-сообщества (Стефан Шмидхейни, Марк Фабер).
UZH состоит в Лиге европейских исследовательских университетов (LERU), консорциуме 12 ведущих наукоёмких институтов Европы (партнерами Университета Цюриха по Лиге являются Оксфордский и Кембриджский Университеты, Университетский колледж Лондона, Имперский колледж Лондон, Университет Женевы, Университет Пьера и Марии Кюри, Мюнхенский университет Людвига-Максимилиана и ряд других).
Входит в тройку лучших университетов Швейцарии наряду с Высшей технической школой Цюриха (ETHZ) и Университетом Женевы (UNIGE).

## Кампус
Университет Цюриха имеет два кампуса:
- UniZentrum (Центральный Цюрих)
- Irchel (парковая зона района Цюрих-Эрликон)

## Факультеты
Сейчас в Университете Цюриха действуют следующие факультеты:
- Теологии;
- Права;
- Экономики;
- Медицины;
- Ветеринарный;
- Философии;
- Математики и естественных наук

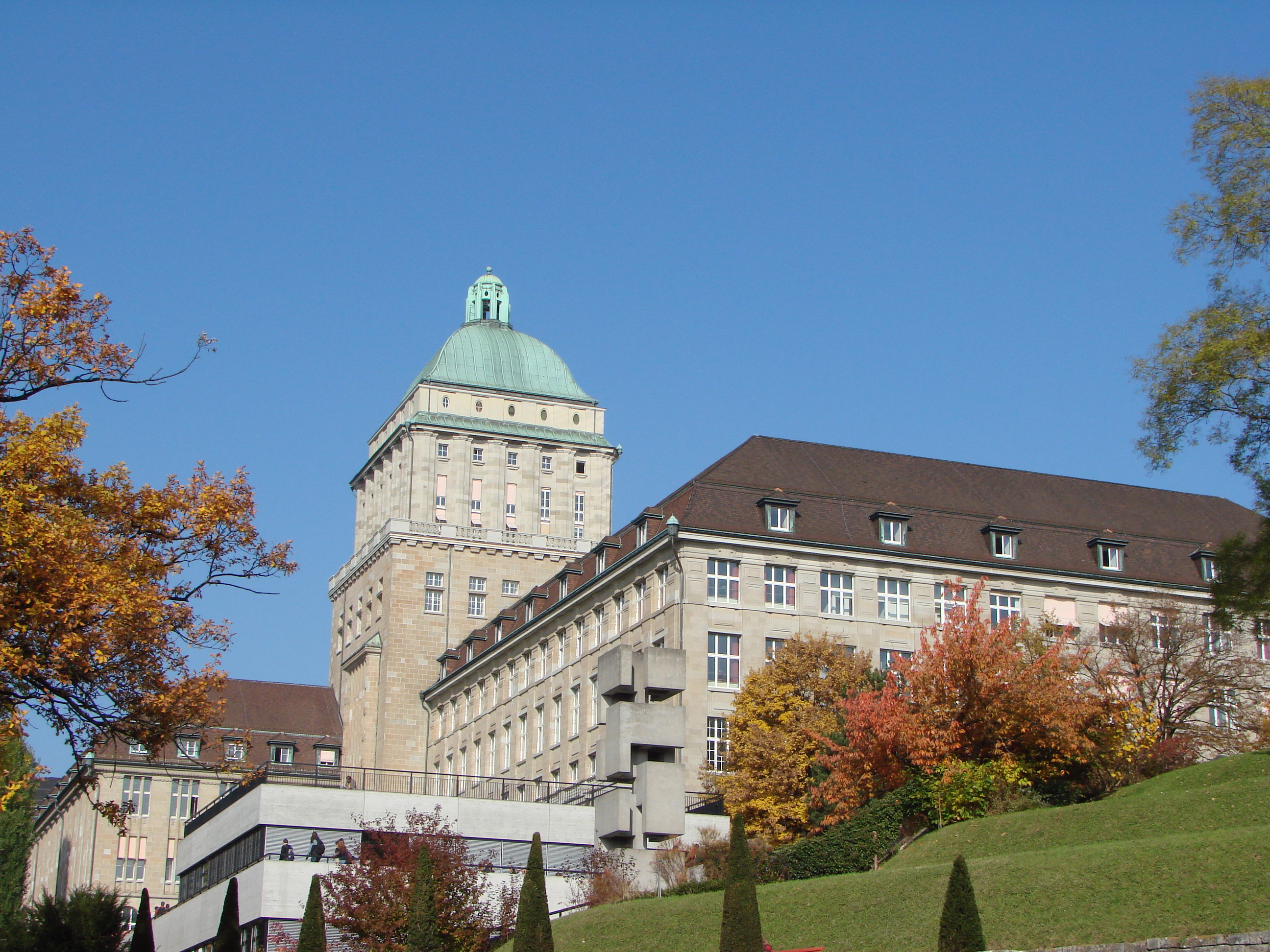
Главный кампус университета
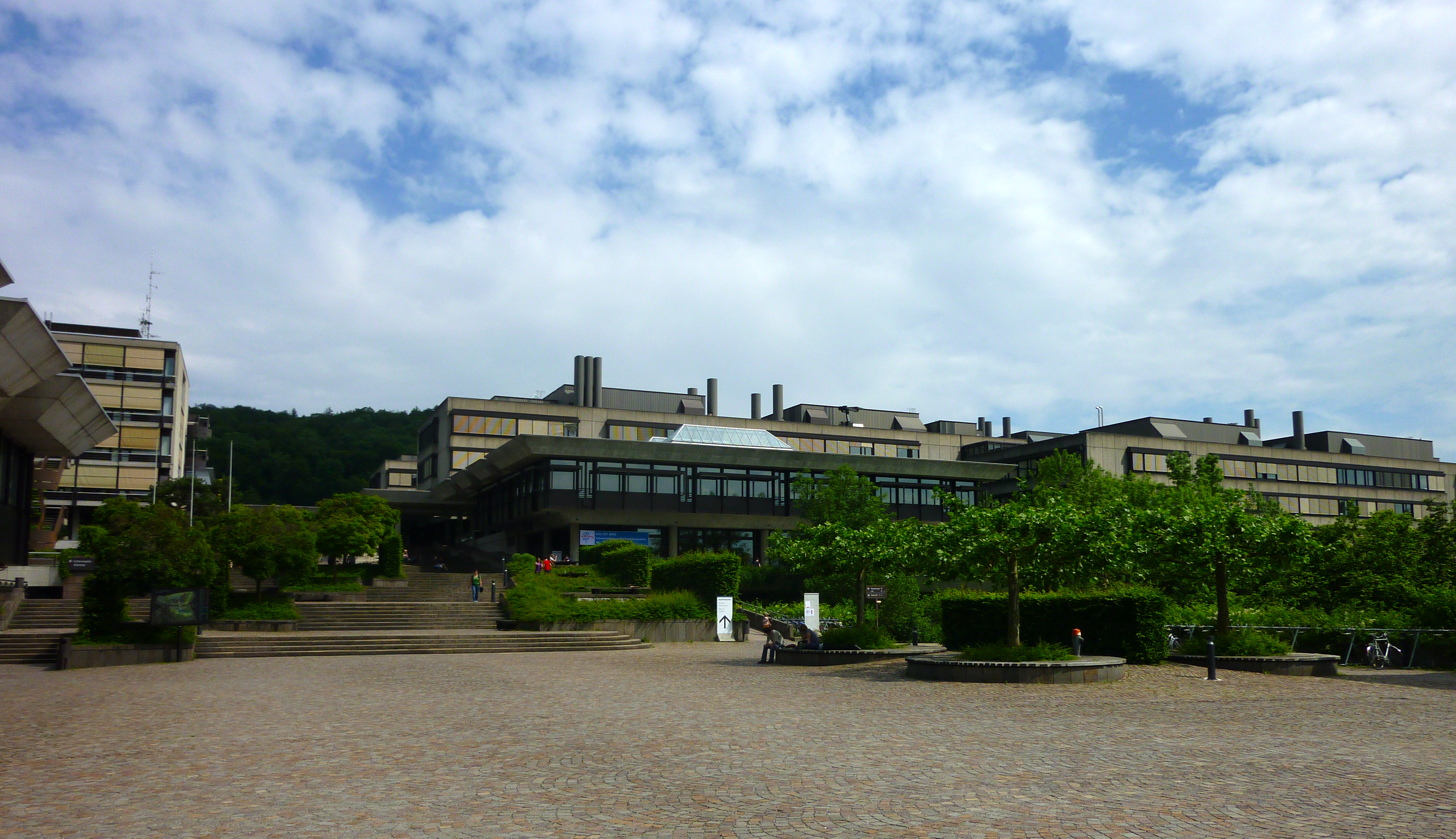
Вид на кампус Irchel

## Академические рейтинги
Университет Цюриха занимает высокие места в респектабельных международных рейтингах.
- USNWR Global:

в 2018 году: 58-е место в мире
- Round University Ranking:

в 2020 году: 36-е место в мире
в 2017 году: 33-е место в мире
в 2015 году: 45-е место в мире
в 2013 году: 29-е место в мире
в 2012 году: 19-е место в мире
в 2011 году: 14-е место в мире
- QS World University Ranking (Top 800):

в 2014 году: 57-е место в мире, 19-е место в Европе, 3-е место в Швейцарии
в 2013 году: 78-е место в мире, 30-е место в Европе, 4-е место в Швейцарии
- University Ranking by Academic Performance (Top 2000):

в 2013 году: 57-е место в мире, 15-е место в Европе, 2-е место в Швейцарии
- Shanghai Jiao Tong University Ranking (Top 500):

в 2014 году: 56-е место в мире, 8-е место в континентальной Европе, 2-е место в Швейцарии
в 2013 году: 60-е место в мире, 8-е место в континентальной Европе, 2-е место в Швейцарии
- Times Higher Education World University Ranking (Top 400):

в 2013 году: 89-е место в мире, 28-е место в Европе, 3-е место в Швейцарии
- The Tilburg University Top 100 Worldwide Economics Schools Research Ranking:

в 2013 году: 26-е место в мире, 8-е место в Европе, единственный представитель от Швейцарии
- The Leiden European Universities Ranking (Top 100):

В 2008 году: 16-е место в Европе
- Handelsblatt:

Департамент экономики занимает первое место среди университетов немецкоговорящих стран
- Согласно CWTS Leiden Ranking, университет занял 37-е место в мире по социальным и гуманитарным наукам[7]. Согласно URAP Centre Ranking, проводящему рейтинги с 2010 года по каждому предмету, по специальности политология Цюрихский университет занимает 16-е место в мире[8]. Согласно рейтингу ARWU, Цюрихский университет в 2019 году занял 31-е место в мире, а в 2020 году занял 27-е место в мире по направлению политические науки[9].

## Известные выпускники и преподаватели
- Вернер, Альфред
- Гесс, Вальтер
- Дебай, Петер
- Каррер, Пауль
- Лауэ, Макс фон
- Моммзен, Теодор
- Мюллер, Карл Александр
- Рентген, Вильгельм Конрад
- Роршах, Герман
- Ружичка, Леопольд
- Фанк, Арнольд
- Цинкернагель, Рольф
- Шрёдингер, Эрвин
- Эйнштейн, Альберт